# 南進台灣
《南進台灣：國策記錄映》為拍攝於1939至1940年間的紀錄片，是日治時期台灣總督府宣傳日本統治台灣後一系列政績與成果的展示。紀錄片獲得台灣總督府的後援與支持，由實業時代、財界之日本社製作，東京電影商會（日语：東京シネマ商会）拍攝，東京電影Soundsystem（日语：東京シネマ・サウンドシステム）錄音。片中以台北為出發點，分別向東西半部往南記錄日本對台灣各地的開發建設以及對台灣地緣的重視。本片曾在2010年參加台灣國際紀錄片影展。

## 簡介
《南進台灣》描述台灣總督府統治台灣約四十年的政績與成果。片中呈現日治台灣的面貌：包括台灣各州的風土、產業、建設、地理及人文景觀，例如：原住民的杵音、台灣最早的百貨公司等，將台灣的自然美景、資源及日本在台灣主政以來現代化的成就，呈現於日人面前。
紀錄片中也展示日本將台灣宣導為「南進基地」的政策，透過台灣總督府四十年來的經營，將現代化的新興台灣呈現在日本人的眼前，繼而以台灣為立足點展望擁有豐富物、礦產、土地與戰略位置的南洋群島。透過這部紀錄片，讓現代的台灣人得以不同的觀點去瞭解曾經發生在台灣這塊土地上的歷史故事。

## 背景
2003年，国立台灣歷史博物館籌備處呂理政主任及台南藝術大學音像藝術學院井迎瑞院長獲知嘉義出現一批日治時期珍貴的影像，由於影片珍貴，國內外機構競爭爭取。2005年，最終由台灣歷史博物館購藏，並委託台南藝大進行「日治時期電影資料整理及數位化計畫」，再由文建會補助修補。《南進台灣》更是其中的一部片，在台灣歷史博物館籌備處及台南藝大努力修復下，重見天日，並放於YouTube網站上公開供人點閱。井迎瑞院長強調影片出土再現了「台灣的影像歷史」，影片以殖民現代化及國族建構為主軸，從中可以清晰看見日本人如何在殖民期間對台灣施行統治與教育。

## 劇情
《南進台灣》藉由從台灣北部到南部和東部的鐵路環島之旅，1930-1940年日治時期的黑白影像，以日本帝國的觀點俯瞰台灣這塊殖民地，逐一的介紹日本對台灣各地的開發、台灣各大城市的物產及重要景點，作爲“南進”的號召，並把台灣塑造成“南國的夢想寶島”。用平實的拍攝技巧及日語旁白，呈現日治台灣的面貌。
紀錄片一開始，影像涵蓋台北的台灣總督府、台北州廳等官方單位、名勝古蹟、文化景點等等，呈現日本主政台灣以來現代化的風貌，更宣揚在日本的都市計劃下，台北逐漸有現代化的建築、交通，也致力改善台北文化樣貌與教育，並開始出現現代化的休閒娛樂及物質文明，片中可見女性穿著高雅，並悠閒的漫步於植物園。
接著，到了中南部時，影片以介紹台灣各地產業與天然資源為主，並間接展現出台灣產業不僅可以自給自足，還可以外銷增加產業值；更在台灣土地上建設許多輔助工業的設施，如：港口、大圳及電力所，提供水、電力等基礎能源。後來，影片一路往南部走，逐一介紹台灣的製糖、製鹽產業，積極訓練農業人才，種植熱帶物產，如：木瓜、鳳梨、香蕉等。紀錄片中可看到洋樓、道路等都市化的建設，更以屹立不搖的鵝鑾鼻燈塔象徵日本南進政策的決心。另外，也可了解到台灣對外的交通，如：航線、無線電話等。強調日本對台灣產業開發的重視。紀錄片片尾往台灣東部繞，影片環繞著港口、濱海公路的建設，也呈現當時高砂族的生活樣貌及東部的風景名勝。
國立臺灣歷史博物館收藏其「准演執照」，該文件主要是作為影片送審通過後備查之用，上面記載影片的攝製單位、演職員表、故事大綱、全數字幕腳本等。在現代研究與影片復原工作中，當影片佚失或畫面毀損時，能據此考證、重建影片原貌，也因此成為臺灣影像歷史的重要史料。
影片站在殖民者的角度，介紹台灣各地的景觀，此部影片定義了台灣的經濟價值。也讓觀影者了解日治時期日本對台灣的影響及政績。此部影片是以殖民者的角度來觀看，刻意選擇美好的畫面，強調台灣人民享受現代化過程。雖然《南進台灣》整部紀錄片是宣傳用意的政治工具，不完全客觀，但旁白詳細說明畫面內容，企圖增加「眼見為憑」的說服力，即便是一部政策宣傳片，但影片卻記載了1930-1940年代台灣的景象而彌足珍貴。

## 結構
- 序曲：

1. 想像中的台灣：地理概述、日本領土的最南端、受惠於光與熱的島嶼、空氣充滿茉莉花香氣、原住民舞蹈。
2. 新興台灣，明治28年6月17日始政式40年後的台灣：土匪平定、產業指導獎勵、 鐵道、港灣、交通建設改修、通信事業、衛生完備、治水灌溉事業、理蕃事業、教育普及、地方制度改革、軍事整備等。
3. 影像：榮町通（栄町通り，今衡陽路）、本町通（本町通り，今重慶南路）閱兵、菊元百貨、台灣總督府、時任總督小林躋造（こばやし　せいぞう）。
4. 配樂：陸軍分列行進曲

- 台北州（たいほくしゅう）

1. 摩登（モダン）都市：台北市，台灣總督府所在地、台灣文化、繁華、政治首都。
2. 影像，總督府：「左側通行」告示牌、台北橋、淡水河、東門、南門、小南門、北門、三線道路、台灣總督府、台北州廳、台北州知事藤田傊治郎（ふじた うんじろう）、台灣軍司令部、台灣總督府專賣局、台灣總督府中央研究所、台北醫院（今台大醫院舊館）、台灣總督府交通局鐵道部、台灣總督府交通局遞信部（今國史館）、台灣電力株式會社（今不存，現址博愛大樓）、總督官邸（今台北賓館）、時任總督海軍大將小林躋造閣下、台灣總務長官森岡二朗氏。
3. 影像，城內：台灣日日新報社、亭子脚（騎樓）、鐵道ホテル（台灣鐵道飯店，現址約為新光三越台北站前店）、明治橋、台灣神社（現址圓山大飯店）、劍潭寺、芝山巖學堂、台北公會堂（今台北中山堂）、台灣博物館、台北放送局、植物園、商品陳列館、建功神社。
4. 影像，大稻埕（ダイトーテー）與萬華（マンガ）：人力車、纏足、磨米、飲食行商（小吃）。
5. 影像，新店（シンテン）：新店溪（台灣的保津川）、赤壁潭（碧潭）。
6. 影像，北投（ほくとう）：草山溫泉、大屯山、北投溫泉。
7. 影像，淡水（たんすい）：淡水高爾夫球場（淡水ゴルフリンク）。
8. 配樂：台北市民歌

- 新竹州（しんちくしゅう）

1. 台灣北部最早開發的地區：新竹市，早前北部的文教中心。
2. 影像：、新竹州廳（今新竹市政府）、新竹州知事赤堀鐵吉、東門、新竹州種畜場崎頂牧場、日東紅茶茶葉加工、竹東油田、錦水（きんすい）瓦斯、碳煙（カーボン・ブラック）。

- 台中州（たいちゅうしゅう）

1. 中部台灣的首都：台中市，日本領台後的新興都市、台灣的京都。
2. 影像：、綠川、彰化銀行、台中州廳、台中州知事松岡一衛（まつおか かずえ）、台中公園、湖心亭、香蕉產業、製麻事業（麻製米袋）、大甲及清水自地震復興、清水巴拿馬帽產業、大肚山高爾夫球場、日月潭（台灣的中禪寺湖）、原住民的杵歌、日月潭水力電氣工事。

- 台南州（たいなんしゅう）

1. 本島最早的都市：台南市，300年前就具備首府的姿態，從前的政治中心，文學、商業、文化輸入等皆自此而始。
2. 影像：、（今中山路）、大正公園（今湯德章紀念公園）、台南州廳（今台灣文學館）、（今中正路）、林百貨、知事官邸、台南州知事川村直岡（かわむら なおおか）、赤崁樓、開山神社（今延平郡王祠）、孔廟、熱蘭遮城（ゼーランディア城）、鹽田產業、新高山（にいたかやま，今玉山）、阿里山林業、神木（紅檜）、嘉義市、北回歸線、製糖會社工場（大日本製糖虎尾工場、帝國製糖台中工場、鹽水港製糖新營工場、明治製糖總爺工場、台灣製糖屏東工場）、新興製糖株式會社（鳳山，本島人唯一經營）、糖業試驗所生質燃料酒精、嘉南大圳。

- 高雄州（たかをしゅう）

1. 本島最南端的都市：高雄市，南部最重要港口、新興工業都市、高雄州的首都。
2. 影像：、高雄港、日本鋁高雄工場（日本アルミ高雄工場）、高雄州廳（今不存，現址為台灣高雄地方法院）、高雄州知事內海忠司（うつみ ちゅうじ）、港祭（港まつり）、遶境遊行、屏東瑞竹、鳳梨木瓜的種植、帝國的最南端鵝鑾鼻（ガランピ）、鵝鑾鼻燈塔。

- 台灣與日本內地的交通方式

1. 海運，富士丸東京：神戶——基隆＝3日；門司——基隆＝2日。
2. 無線電：中壢內台無線電話受信所
3. 航空，台北飛行場：串連東京、大阪、福岡與台北，1日間即可到達。

- 東台灣：花蓮港廳（かれんこうちょう）、台東廳（たいとうちょう）

1. 影像：臨海道路（蘇澳——花蓮港）、太魯閣（タロコ峡）、東海巴士（東海バス、台北ー蘇澳ー花蓮港）、花蓮港廳長藤村寬太（ふじむら かんた）、花蓮港；台東廳長大磐誠三（おおいわ せいぞう）、台東製糖會社、新港（今成功漁港）、金雞納樹產業（瘧疾解熱劑原料）、高砂族（原住民）。

- 終曲：南進第一線台灣、北進一線大滿洲、維持生存權（生命線）、和平發展政策、南進政策唯一基地、國民需要認識台灣的重要性、開展南方產業與經濟生活線！

## 評論
井迎瑞教授對於日本政治宣傳紀錄片《南進台灣》有感而評論：
《南進台灣》的全島繞行，便是對於台灣這塊土地主權的一種宣示，而「繞行」則是「宣示」的一種視覺再現與儀式化行為。「繞行」有助國民建構「島」的印象，形成特有「島國美學」。並強調「沒有條件留下影像紀錄的前殖民地國家，需要先維護『帝國記憶』來看見自己並重構主體。」

## 另見
- 臺灣實況紹介

## 外部連結
- 《南進台灣》（（页面存档备份，存于））
- 國立臺灣歷史博物館 斯土斯民-臺灣的故事：南進臺灣准演執照（页面存档备份，存于）
- 台灣歷史戰爭紀錄片中的日本記憶與認同 作者：蕭智帆（页面存档备份，存于）
- 悠遊在鄧南光的影像記錄 作者：簡偉斯（页面存档备份，存于）
- 帝國、電影眼與觀看之道：以《南進台灣》為例 作者：蔡慶同（页面存档备份，存于）
- 【南進台灣 Part 1~7】日治時代宣傳片（20170907 X7轉720p）（页面存档备份，存于）